# Langedijk
Langedijk és un municipi de la província d'Holanda del Nord, al centre-oest dels Països Baixos. L'1 de gener de 2009 tenia 27.020 habitants repartits per una superfície de 26,99 km² (dels quals 2,93 km² corresponen a aigua). Limita al nord amb Harenkarspel, a l'oest amb Bergen, a l'est amb Heerhugowaard i al sud amb Alkmaar.

## Centres de població
Broek op Langedijk, Koedijk (part), Noord-Scharwoude, Oudkarspel, Sint Pancras, Zuid-Scharwoude.

## Ajuntament
El consistori està format per 21 regidors:
- Kleurrijk Langedijk, 5 regidors
- PvdA 4 regidors
- CDA 4 regidors
- VVD 3 regidors
- Hart voor Langedijk/D66 2 regidors
- GroenLinks 2 regidors
- ChristenUnie 1 regidor